# Paul Valcke
Paul Louis Jean Valcke (Oostende, 1914. január 11. – Ambrumesnil, 1980. július 15.) olimpiai és világbajnoki bronzérmes belga tőrvívó.